# Sweet16 (アルバム)
『Sweet16』（スウィート シックスティーン）は、1992年7月22日にEpic/Sony Records / M's Factoryから発売された佐野元春の8枚目のスタジオ・アルバム。
キャッチコピーは『心の少年少女に。』

## 概要
前作『Time Out!』以来、1年8か月ぶりのオリジナル・アルバム。前作同様THE HEARTLANDとのセッションであり、シンプルで明快なロックンロール・アルバムに仕上げている。また、矢野顕子やオノ・ヨーコ & ショーン・レノンが参加している。
2023年3月29日に、発表から30周年を記念した企画盤『SWEET16 30th Anniversary Edition』が発売予定。

## 制作
本作は、レコーディングに1年半を費やした。その間、1992年1月～4月にはツアー「See Far Miles Tour Part I」を敢行、ツアー後にレコーディングに戻り、テンポやアレンジを直して再録音された曲もあった。

## アルバムアートワーク
初回盤は、チェリーパイがプリントされているピクチャーレーベルCDと、三方背BOX仕様となっており、ジャケットには『生ものですのでお早めにお聴き下さい。』と表記されている。
初回盤と通常盤で、ブックレットとCDケース裏側のデザインが異なっている。音楽ライターの佐伯明によると、このチェリーパイは、佐野が帝国ホテルのシェフに頼んで制作したもので、当初は洋梨が飾られていたが、佐野が考えるビジュアルとは違っていた為、梨が取り除かれたチェリーパイとなっている。

## チャート成績・受賞歴
本作は1992年8月3日付のオリコンチャートにて最高2位となり、登場回数は13回で売上枚数は24.0万枚となった。
また、本作は『第34回日本レコード大賞』優秀アルバム賞を受賞し、『日本ゴールドディスク大賞』のゴールドディスクも同時に受賞した。しかし、本人は受賞から2年後にマネジメント事務所の隅にひっそりと置いてあったトロフィーを見てはじめてその事実に気づいたという。

## 収録曲
全作詞・作曲・編曲：佐野元春
1. ミスター・アウトサイド[注 1] -Mr. Outside-[注 2] [3:05]
2. スウィート16 -Sweet 16- [3:57]
3. レインボー・イン・マイ・ソウル -Rainbow In My Soul- [5:23]
  - 1992年11月21日に「彼女の隣人/レインボー・イン・マイ・ソウル」としてシングルカットされた。
4. ポップチルドレン (最新マシンを手にした陽気な子供たち) -Pop Children With The New Macine- [4:39]
5. 廃虚の街 -The Waste Town- [4:36]
6. 誰かが君のドアを叩いている -Somebody's Knocking On Your Door- [4:19]
  - TDK カセットテープ「NEW SR60」CMソング
7. 君のせいじゃない -Cry- [3:35]
8. ボヘミアン・グレイブヤード -Bohemian Graveyard- [4:40]
9. ハッピーエンド -Happy End- [4:12]
10. ミスター・アウトサイド (リプリーズ) -Mr. Outside (reprise)- [1:44]
11. エイジアン・フラワーズ -Asian Flowers- [4:45]
  - 1990年12月21日にポニーキャニオンから、ジョン・レノン生誕50年記念に発売されたアルバム『G.O.W SPECIAL Happy Birthday, John』に提供、収録された曲。ショーン・レノンとオノ・ヨーコが参加しており、当初の収録時には「佐野元春 with SEAN LENNON and YOKO ONO」とクレジットされている。
12. また明日... -If We Meet Again- [3:57]
  - TBS系「筑紫哲也 NEWS23」エンディングテーマ。矢野顕子がボーカルで参加している。